# Flag Day
Flag Day é uma canção de 1985, lançada no álbum London 0 Hull 4, pela extinta banda inglesa The Housemartins. Flag Day também aparece na compilação Now That's What I Call Quite Good, Soup e com uma versão mais curta em Live at the BBC.

## Detalhes do single
- 7" Flag Day / Stand At Ease (GOD7)
- 12" Flag Day / You / Stand At Ease / Coal Train To Hatfield Main (GODX7)